# Aguilafuente

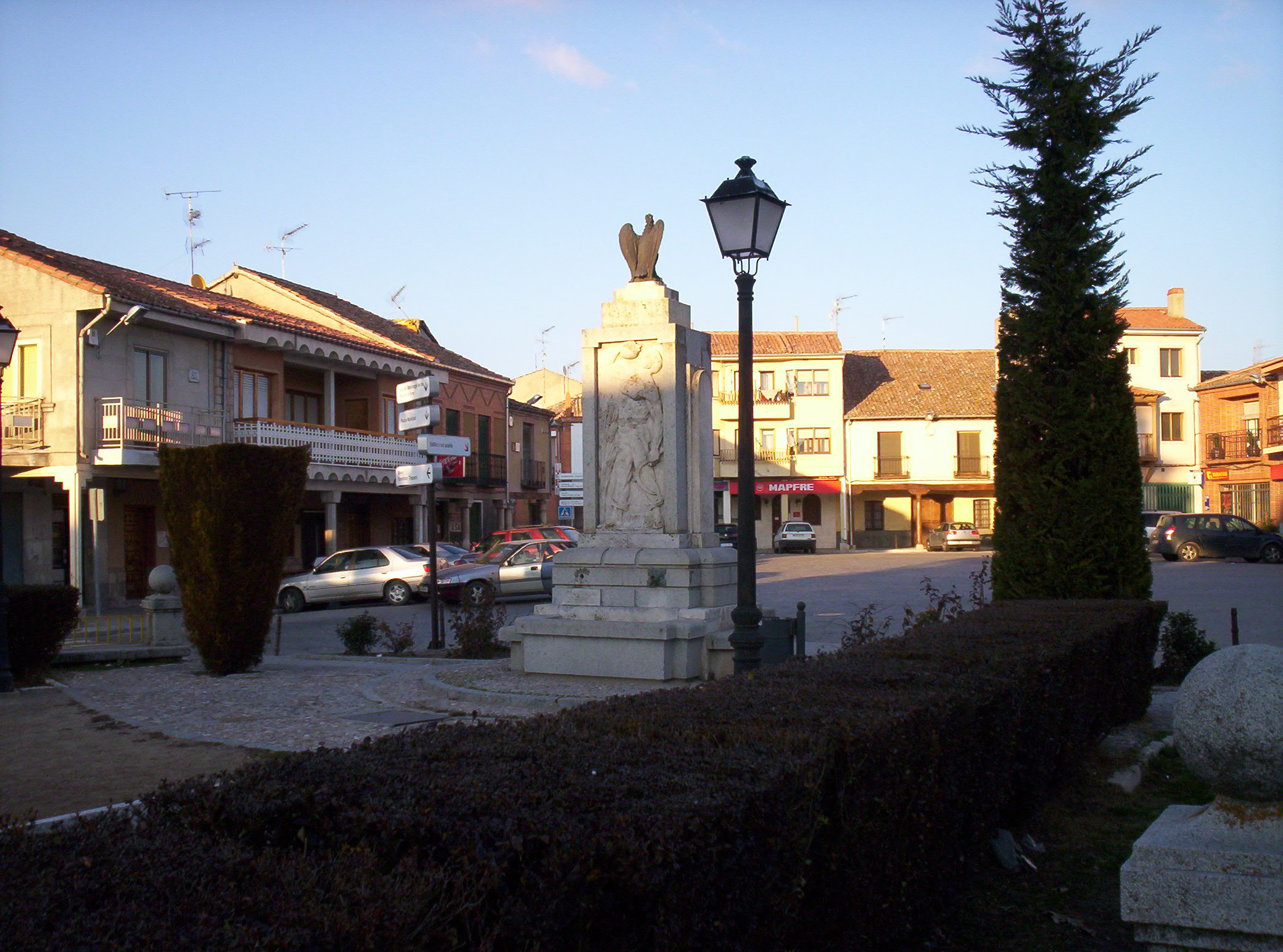

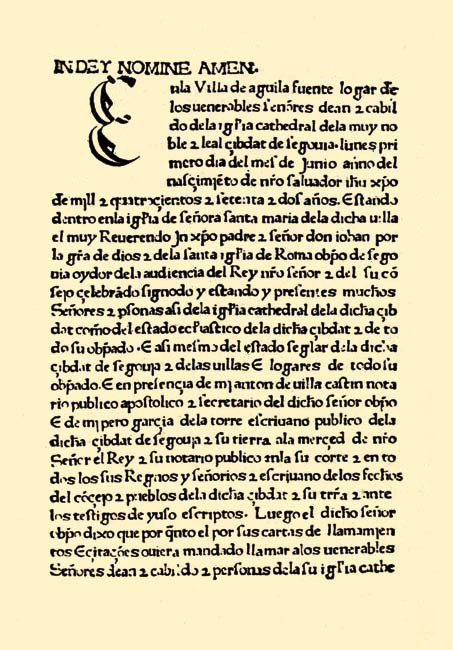
Sinodal de Aguilafuente (Juan Párix, 1472).

Aguilafuente is een gemeente in de Spaanse provincie Segovia in de regio Castilië en León met een oppervlakte van 60,57 km². Aguilafuente telt 579 inwoners (1 januari 2016).